# Give In to Me
"Give In to Me" là một bài hát của nghệ sĩ thu âm người Mỹ Michael Jackson nằm trong album phòng thu thứ tám của ông, Dangerous (1991). Nó được phát hành như là đĩa đơn thứ sáu trích từ album tại châu Âu (không được phát hành tại Hoa Kỳ) vào ngày 15 tháng 2 năm 1993 bởi Epic Records. Đây là một bản hard rock ballad với sự tham gia hỗ trợ từ nghệ sĩ guitar Slash của Guns N' Roses.
"Give In to Me" nhận được những đánh giá tích cực từ các nhà phê bình âm nhạc, và đứng đầu bảng xếp hạng ở New Zealand trong bốn tuần liên tiếp cũng như lọt vào top 5 ở Úc, Hà Lan, Ireland và Vương quốc Anh. Video ca nhạc của bài hát được đạo diễn bởi Andy Moharan với ý tưởng về một buổi hòa nhạc rock trong nhà. Nó đã được ghi hình chỉ hai ngày trước buổi diễn mở màn của chuyến lưu diễn Dangerous World Tour (1992-93) và xuất hiện trong hai ấn phẩm video là Dangerous - The Short Films và Michael Jackson's Vision. Video được phát hành tại Hoa Kỳ vào ngày 1 tháng 2 năm 1993 và trình chiếu trong buổi phỏng vấn trực tiếp giữa Jackson và Oprah Winfrey vào ngày 10 tháng 2.

## Danh sách bài hát
Đĩa CD tại Áo
1. "Give In to Me" – 5:28
2. "Dirty Diana" – 4:52
3. "Beat It" – 4:17

Đĩa CD tại Anh quốc
1. "Give In to Me" (bản vocal) – 4:42
2. "Dirty Diana" – 4:52
3. "Beat It" – 4:17

Đĩa CD quảng bá tại Anh quốc
1. "Give In to Me" (bản vocal) – 4:42
2. "Give In to Me" (không lời) – 5:28

Đĩa 7" và 45 RPM
1. "Give In To Me" – 5:28
2. "Dirty Diana" – 4:52

## Xếp hạng
| Bảng xếp hạng (1993)               | Vị trí cao nhất |
| ---------------------------------- | --------------- |
| Úc (ARIA)                          | 4               |
| Áo (Ö3 Austria Top 40)             | 12              |
| Bỉ (Ultratop 50 Flanders)          | 13              |
| Châu Âu (European Hot 100 Singles) | 4               |
| Pháp (SNEP)                        | 7               |
| Đức (Official German Charts)       | 10              |
| Ireland (IRMA)                     | 2               |
| Hà Lan (Dutch Top 40)              | 7               |
| Hà Lan (Single Top 100)            | 4               |
| New Zealand (Recorded Music NZ)    | 1               |
| Na Uy (VG-lista)                   | 7               |
| Tây Ban Nha (AFYVE)                | 6               |
| Thụy Điển (Sverigetopplistan)      | 15              |
| Thụy Sĩ (Schweizer Hitparade)      | 7               |
| Anh Quốc (OCC)                     | 2               |
| Bảng xếp hạng (2011)               | Vị trí cao nhất |
| Hungary (MAHASZ)                   | 8               |

| Bảng xếp hạng (1993)                 | Vị trí |
| ------------------------------------ | ------ |
| Australia (ARIA)                     | 32     |
| Belgium (Ultratop 50 Flanders)       | 81     |
| Europe (European Hot 100 Singles)    | 31     |
| Germany (Official German Charts)     | 63     |
| Netherlands (Dutch Top 40)           | 51     |
| Netherlands (Single Top 100)         | 52     |
| New Zealand (Recorded Music NZ)      | 7      |
| UK Singles (Official Charts Company) | 50     |

| Bảng xếp hạng (1990–1999)       | Xếp hạng |
| ------------------------------- | -------- |
| New Zealand (Recorded Music NZ) | 5        |

## Chứng nhận
| Quốc gia                                                                           | Chứng nhận | Số đơn vị/doanh số chứng nhận |
| ---------------------------------------------------------------------------------- | ---------- | ----------------------------- |
| Úc (ARIA)                                                                          | Vàng       | 35.000^                       |
| New Zealand (RMNZ)                                                                 | Vàng       | 5,000*                        |
| * Chứng nhận dựa theo doanh số tiêu thụ. ^ Chứng nhận dựa theo doanh số nhập hàng. |            |                               |